# Львовский государственный завод «ЛОРТА»
Львовский государственный завод «ЛОРТА» (укр. Львівський державний завод «ЛОРТА») — государственное предприятие военно-промышленного комплекса Украины, расположенное во Львове.
Входит в перечень предприятий, имеющих стратегическое значение для экономики и безопасности Украины.

## История

### 1944—1991 годы
История предприятия начинается в 1944—1945 гг., когда в двух ангарах на львовском аэродроме был размещён завод № 797 Наркомата авиапромышленности СССР, который занимался ремонтом шасси для самолётов «Як».
В 1956 году завод был передан в ведение Министерства промышленности средств связи и под названием «Измеритель» (условное наименование «почтовый ящик 125») начал выпуск радиотехнической аппаратуры для войск ПВО СССР.
Позднее, предприятие получило название производственного объединения имени В. И. Ленина,
а позже — Львовского объединения радиотехнической аппаратуры (ЛОРТА).

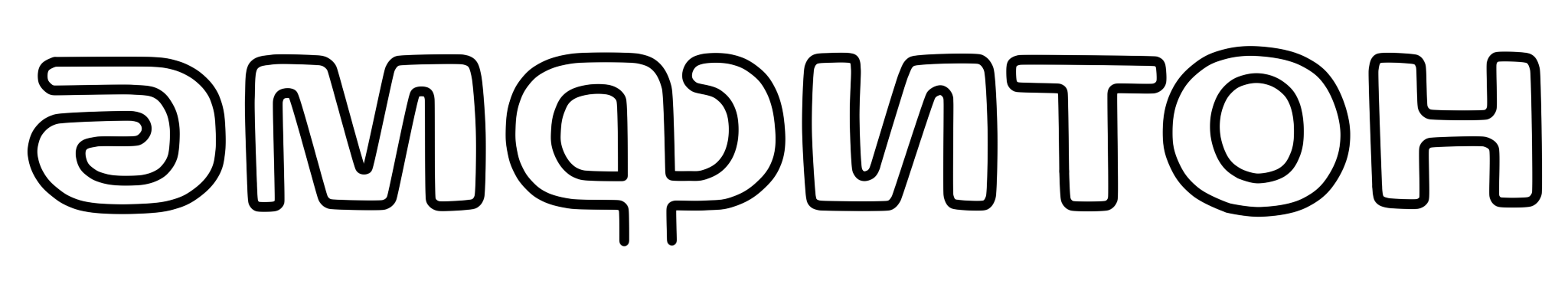
Логотип торговой марки «Амфитон»

Расцвет завода пришёлся на 1963—1977 годы, когда его директором был Иван Кочевых. В это время предприятие было задействовано в ракетно-космической программе СССР.
В советское время завод производил широкий спектр бытовой радиоаппаратуры марки «Амфитон» и других.
- Усилители: Юпитер-квадро, Амфитон А1-01С, Амфитон-002С, Амфитон У-002С, Амфитон 25У-002С, Амфитон УП-003С, Амфитон У-101С, Амфитон 35У-101С, Амфитон 75У-101С, Амфитон 50УМ-104С, Амфитон 150УМ-108С, Амфитон 25У-202С, Амфитон 35У-202С, Амфитон 50У-202С, Амфитон 150У-204С, Амфитон AJ-01-У-С, Трембита-101С, Трембита-002С, ЛОРТА 50У-202С, ЛОРТА 75У-202С, ЛОРТА 75УС-101С.
- Акустические системы: 20АС-1 (15АС-407)[6], Амфитон 25АС-027 (227)[7], Амфитон 25АС-131[8], Амфитон 150АС-007[9].
- Кассетные плееры: Амфитон МС, Амфитон П-401С, Амфитон П-402С, Амфитон П-403С.
- Портативные магнитолы: Амфитон МР, Амфитон МТ.
- Эквалайзеры: Амфитон Э-005С, Амфитон ЭК-005С.
- Телевизоры: ЛОРТА 32ТК-501, ЛОРТА 42ТК-600, ЛОРТА 16ТК-605.
- Телемагнитола Амфитон ТМ-01.
- Спутниковые ресиверы: ЛОРТА ТСТ-001-1, АТК-Д.
- Видеомагнитофоны: Спектр-203-Видео (первый советский серийный кассетный видеомагнитофон), Спектр-205-Видео, Спектр ВМ-97.
- Персональный компьютер ПК-01 «Львов».

### После 1991 года
После провозглашения независимости Украины завод был передан в подчинение министерства обороны Украины.
В связи с сокращением государственных заказов на продукцию военного назначения, к концу 1994 года завод освоил производство конверсионной продукции гражданского назначения: бытовых счётчиков воды и полупроводниковых пускорегулирующих аппаратов для люминесцентных ламп.
В 1990-е годы положение завода оставалось сложным, предприятие выживало в основном за счёт ремонта и техобслуживания радиоэлектронной аппаратуры систем ПВО.
В 1999 году завод был внесён в перечень предприятий Украины, не подлежащих приватизации.
Весной 2005 года общая численность работников завода составляла 1700 человек
В 2008 году завод выпускал следующую продукцию:
- аппаратура передачи данных для 9С477 ПТРК «Штурм-В»[1];
- аппаратура формирования и передачи данных И-256.20-2[1];
- аппаратура радиолинии управления 9С485 ПТРК «Штурм-С»[1];
- аппаратура документирования ДД-91 спецвычислителя ЗРС С-300ПМУ-1[1];
- аппаратура документирования ДД-92 спецвычислителя ЗРС С-300ПМУ-1[1];
- аппаратура регистрации внутристанционной информации 35Я6 для ЗРС С-300ПТ, С-300ПС, С-300ПМУ и С-300-ПМУ-1[1];
- бортовой ударопрочный телеметрический прибор[1];
- приемо-измерительный комплекс М2[1];
- станция ремонта и обслуживания вычислительных комплексов 12Ю6[1];
- станция ремонта и обслуживания вычислительных комплексов 13Ю6[1].

Часть выпускаемой продукции (в том числе системы управления огнём для вертолётов) закупалась Россией.
В январе 2009 года Львовский городской совет объявил о намерении перевести в муниципальную собственность ведомственный жилой фонд завода «ЛОРТА» (шесть жилых зданий и общежитий).
31 декабря 2009 года Кабинет министров Украины освободил 16 предприятий, участвующих в реализации международных договоров по созданию космической техники (в том числе — завод «ЛОРТА»), от уплаты налога на землю с 1 января 2010 года до 1 января 2015 года
В результате, в 2010 году завод увеличил выпуск продукции (в сравнении с показателями 2009 года).
После создания в декабре 2010 года государственного концерна «Укроборонпром», в 2011 году завод вошёл в состав концерна.
В сентябре 2012 года завод передал в муниципальную собственность два общежития.
22 ноября 2013 года исполнительный комитет Львовского городского совета принял на баланс города ещё четыре жилых здания, ранее принадлежавших заводу.
По состоянию на начало января 2014 года общая численность работников завода составляла около 1000 человек.
В феврале 2014 года заводом был освоен выпуск 30-мм автоматической пушки ЗТМ-1
1 августа 2014 мэр Львова А. И. Садовый сообщил, что завод «ЛОРТА» загружен военными заказами «в недостаточной степени».
В конце августа 2014 года Кабинет министров Украины внёс в Верховную Раду законопроект № 4541а, предусматривающий разрешить продажу завода, законопроект отозван.
22 сентября 2015 года на оружейной выставке «Оружие и безопасность-2015» заводом была представлена машина 1В26-1 «Оболонь-А» на базе МТ-ЛБ.
В мае 2021 года руководством концерна "Укроборонпром" было принято решение передать Дворец культуры завода в коммунальную собственность города Львов.